# María Guadalupe González
María Guadalupe González (María Guadalupe González Romero; * 9. Januar 1989) ist eine gesperrte, mexikanische Geherin.

## Sportliche Laufbahn
2013 siegte sie bei den Zentralamerika- und Karibikmeisterschaften im 10.000-Meter-Gehen und 2015 bei den Panamerikanischen Spielen in Toronto im 20-km-Gehen. Bei den Olympischen Spielen 2016 in Rio de Janeiro gewann sie über die gleiche Distanz die Silbermedaille. Auch bei den Weltmeisterschaften 2017 in London gab es Silber für die Geherin.
Am 3. Mai 2014 stellte sie in Taicang mit 1:28:48 h den aktuellen mexikanischen Rekord im 20-km-Gehen auf.

### Doping
Bei einer Trainingskontrolle wurde bei ihr das anabole Steroid Trenbolon nachgewiesen. Die Sperre der Vizeweltmeisterin von London 2017 trat rückwirkend zum November 2018 in Kraft und gilt bis zum 15. November 2022. Mit ihrem Einspruch gegen die vierjährige Dopingsperre scheiterte González und muss wegen Falschaussagen mit neuen Ermittlungen rechnen. Wie die Unabhängige Integritätskommission (AIU) des Weltleichtathletikverbandes World Athletics am 14. Juli 2020 mitteilte, habe der Internationale Sportgerichtshof (CAS) die Berufung abgewiesen und das Urteil bestätigt.

## Persönliche Bestleistungen
(Stand: 25. November 2020)
- 10.000 m Gehen: 48:38,86 min, 21. Juni 2013 in Zapopan
- 10 km Gehen: 47:49 min, 7. Juli 2013 in Morelia
- 20 km Gehen: 1:26:17 h, 7. Mai 2016 in Rom